# Нубийский музей (Асуан)
Нубийский музей (араб. متحف النوبة‎, англ. Nubian Museum) — музей истории и культуры Нубии в городе Асуан, (Верхний Египет).

## Общие сведения
Музей расположен на окраине Асуана, в южной его части, и занимает площадь 50 тысяч м², из которых на выставочные залы, библиотеку, учебные помещения и прочее приходится 7 тысяч м². Остальную площадь занимает зелёный парк вокруг здания. Руководителем музея с момента его основания является известный учёный-египтолог, профессор Оссама Абд эль Маджид.

## Экспонаты
В музей передана часть экспонатов Каирского египетского музея. Экспозиция Нубийского музея показывает историю Нубии с первобытных времён до наших дней. Также в экспозиции представлены археологические находки, сделанные на Элефантине и в окрестностях Асуана.
Собрание музея насчитывает более 3 тысяч экспонатов, разделённых на 5 отделов:
- доисторический,
- древнеегипетский и нубийский,
- античный и римский,
- коптский и исламский.

В выставочных залах наиболее многочисленны собрания египетских (503 предмета) и нубийских (140 предметов) древностей.
Здесь среди прочих редкостей представлены относящиеся к I—IV векам и изготовленные из драгоценных металлов и камней короны нубийских правителей, а также золотые предметы обихода и украшения, полученные при раскопках в усыпальницах фараонов Нового царства на территории Верхнего Египта. Обилие богатых находок указывает также на то важное значение, которое играла Нубия в древности как связующее звено в торговых и иных отношениях между Древним Египтом — с одной стороны, и районами нынешних Эфиопии и Сомали — с другой.

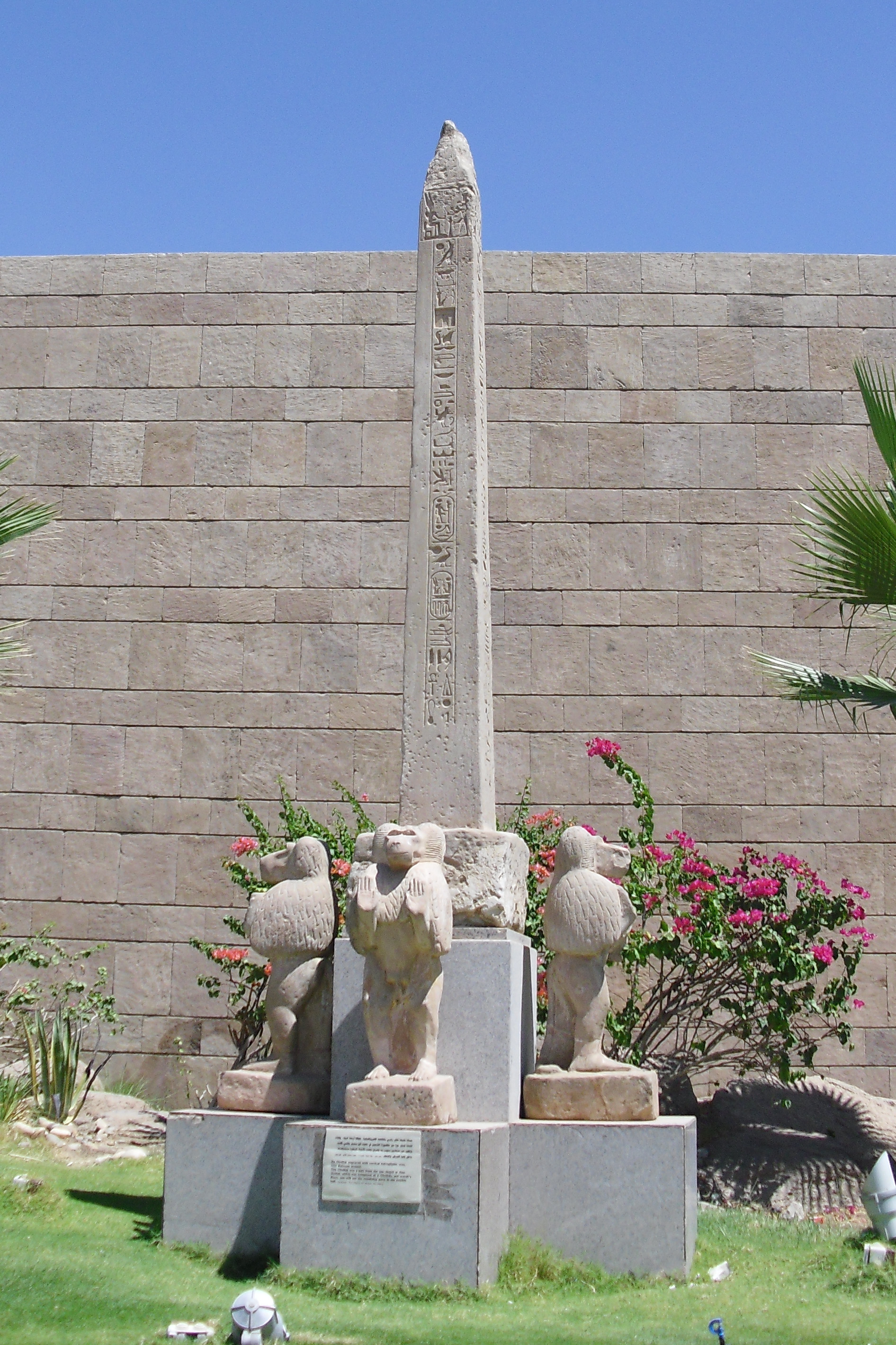
Обелиск Рамсеса II.
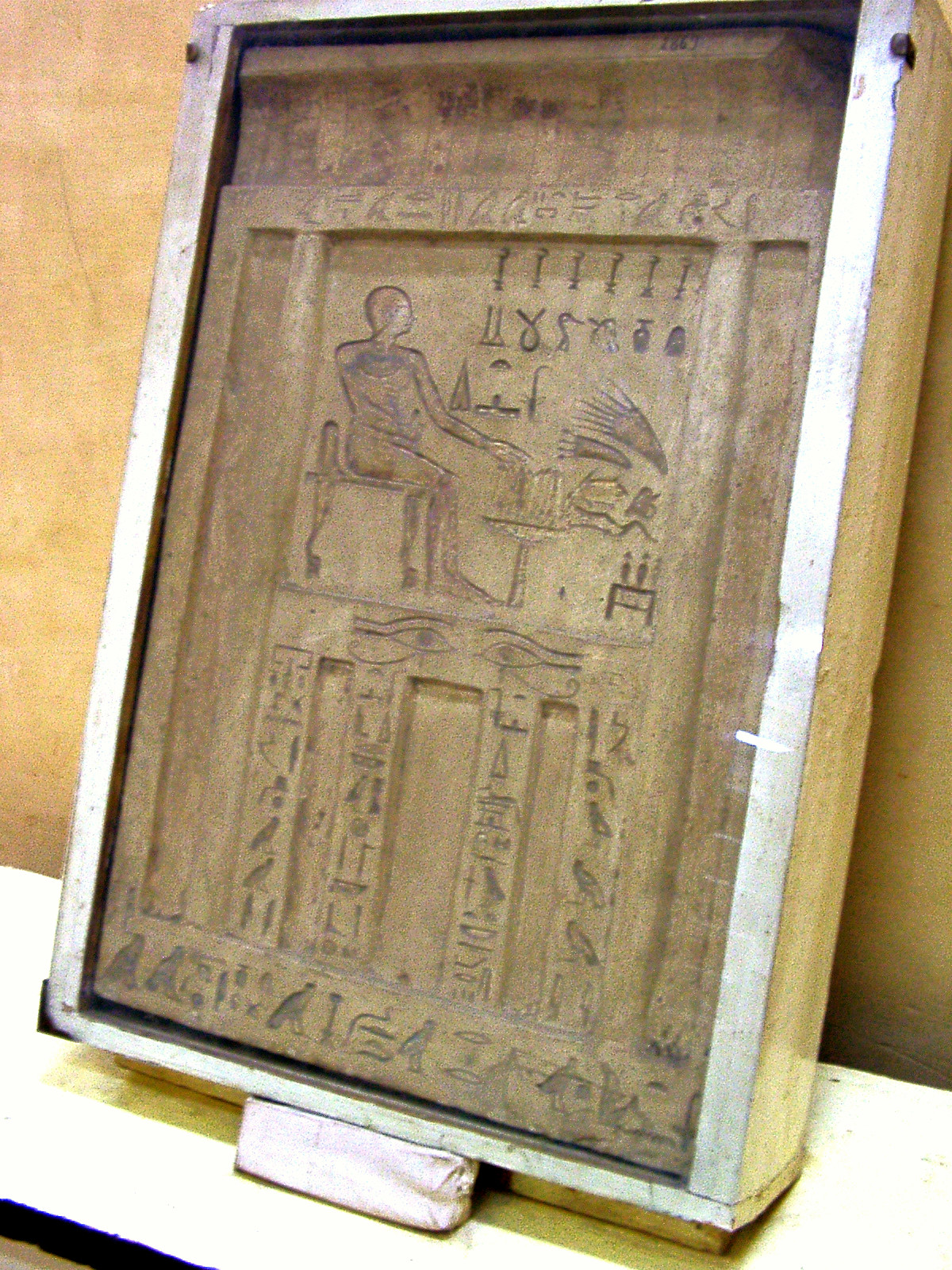
Стела с ложной двери, найденной в Асуане.
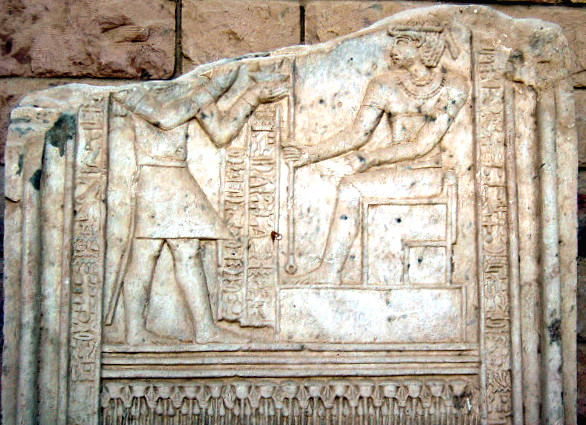
Фрагмент стелы с изображением бога Мандулиса.
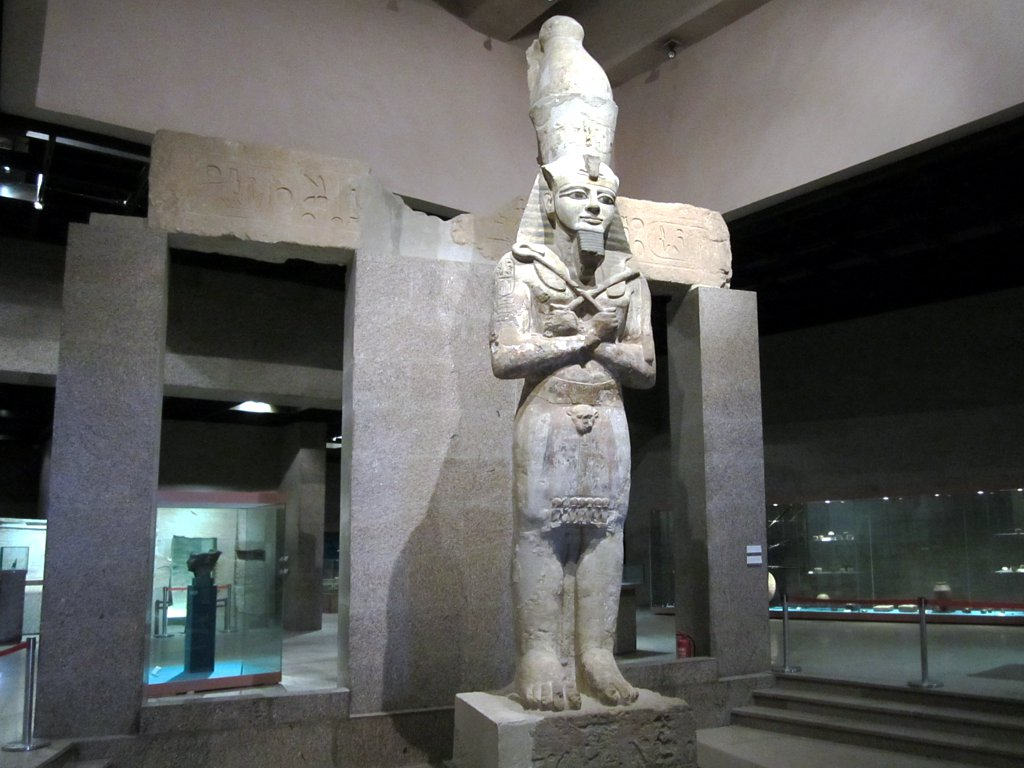
Колос Рамсеса II из храма Герф Хуссейн, ныне затопленный озером Насер.
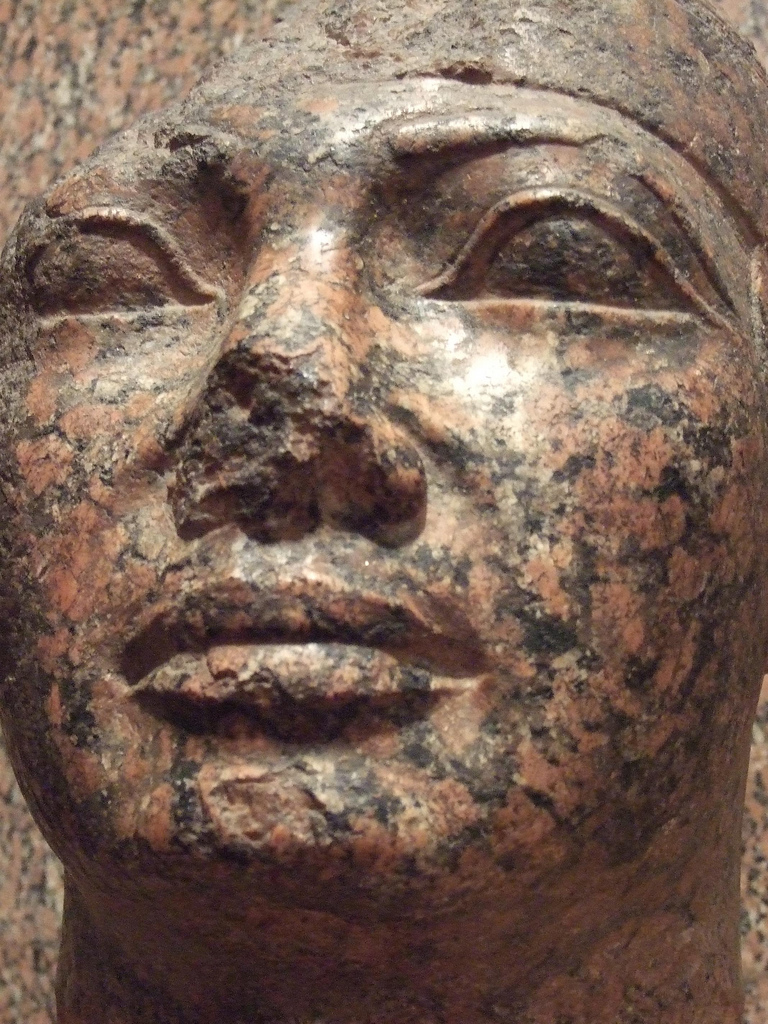
Лицо статуи Шабатаки из XXV династии
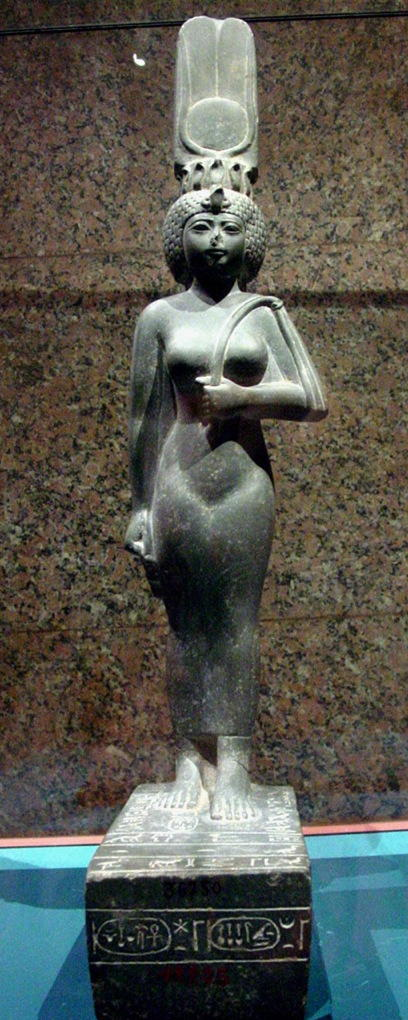
Статуэтка Анхнеснеферибре, XXVI династия
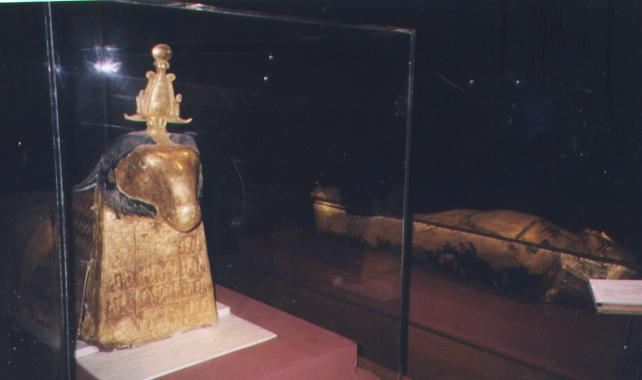
Церемониальная золочённая фигура Амона, саркофаг.